# Prusy (Slovacchia)
Prusy (in ungherese: Poroszi) è un comune della Slovacchia facente parte del distretto di Bánovce nad Bebravou, nella regione di Trenčín.